# Jackson-Toko
Der Jackson-Toko (Tockus jacksoni) ist eine  Vogelart, die zu den Nashornvögeln (Bucerotidae) gehört und im westlichen Subsahara-Afrika vorkommt. Wie alle Arten aus der Gattung der Tokos ist er ein Höhlenbrüter. Das Weibchen mauert sich während der Brutzeit ein und wird nur durch einen schmalen Spalt, den sie offen lässt, von dem Männchen mit Futter versorgt.
Der Jackson-Toko wurde lange als eine Unterart des Decken-Tokos eingestuft, von dem er sich unter anderem durch die andere Schnabelfärbung beim Männchen und weißen Fleckenzeichnungen auf den Schwingen unterscheidet. Mittlerweile ist der Artstatus des Jackson-Tokos allgemein anerkannt.
Die Bestandssituation des Jackson-Tokos wurde 2016 in der Roten Liste gefährdeter Arten der IUCN als „Least Concern (LC)“ = „nicht gefährdet“ eingestuft.

## Merkmale
Der Jackson-Toko erreicht eine Körperlänge von etwas weniger als 35 Zentimeter und zählt damit zu den kleinen Toko-Arten. Der Geschlechtsdimorphismus ist auf eine unterschiedliche Schnabelfärbung begrenzt, die Weibchen sind außerdem geringfügig kleiner. Der Schnabel ist bei den Männchen zwischen 7,3 und 8,7 Zentimeter lang. Bei den Weibchen misst er zwischen 6,5 und 7,3 Zentimeter. Auf die Schwanzfedern entfallen bei dem Männchen im Schnitt 20,6 Zentimeter, bei den Weibchen bis zu 17,8 Zentimeter.

### Männchen
Die Männchen haben einen schwarzen Scheitel. Die Kopfseiten und der Hals sind weiß, die Ohrdecken sind grau gestrichelt. Auch die Mitte des Rückens sowie die Körperunterseite ist weiß. Die Rückenseiten, der Bürzel sowie die mittleren vier Steuerfedern sind schwarz. Die äußeren Steuerfedern sind weiß und lediglich an ihrer Basis schwarz.
Die Schwingen sind auffällig weiß getupft. Der Schnabel weist einen schmalen First über die gesamte Schnabellänge auf und ist orange und weist einen geringeren Gelbanteil als beim Decken-Toko auf.  Der unbefiederte Orbitalring ist schwarz, die nackte Kehlhaut ist fleischfarben. Die Augen sind braun, die Füße und Beine sind schwarz.

### Weibchen und Jungvögel
Die Weibchen entsprechen dem Männchen im Körpergefieder. Der Schnabel ist jedoch insgesamt schwarz. Der Schnabelfirst endet bei den meisten Weibchen in der Hälfte des Oberschnabels. Jungvögel ähneln dem adulten Weibchen, der Schnabel ist jedoch nochmals deutlich kleiner.

### Stimme
Die Rufe des Jackson-Tokos sind gackernde Laute, die er einzeln oder in Serie von sich gibt. Sie sind harscher als die des Decken-Tokos.

## Verwechselungsmöglichkeiten

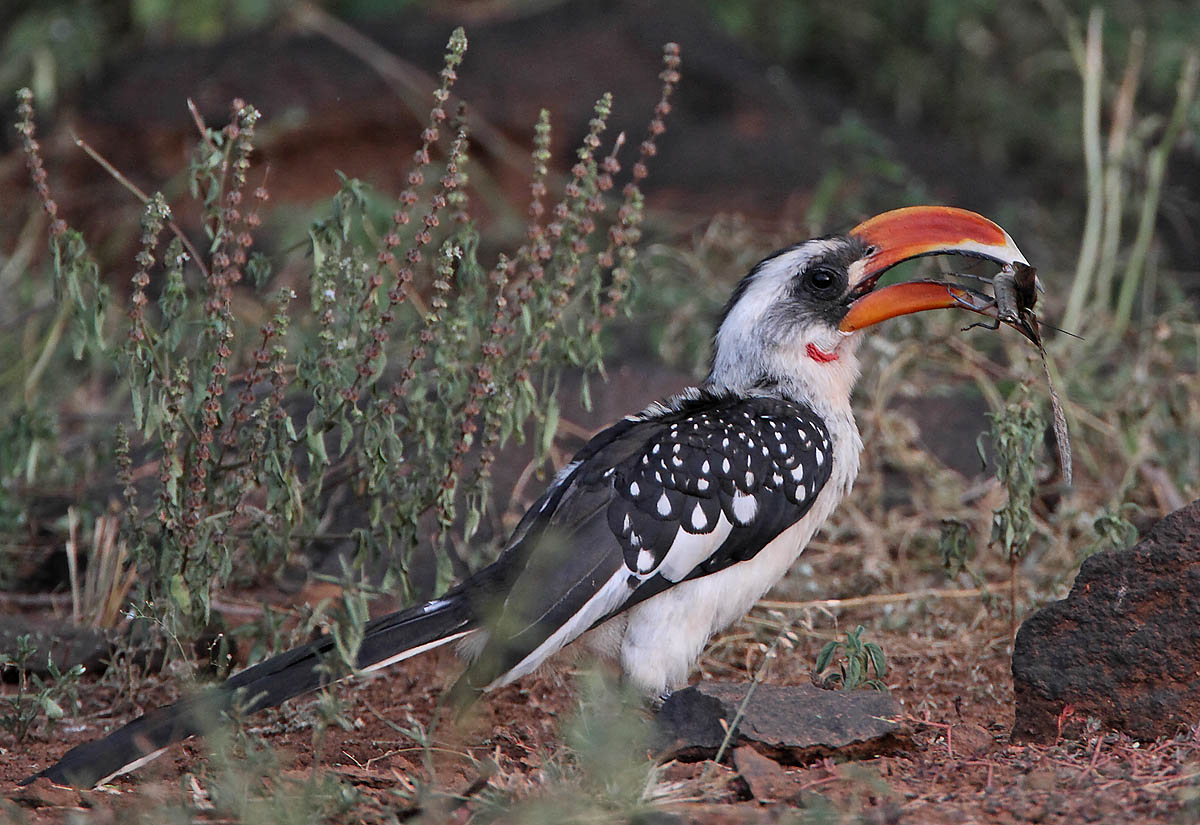
Jackson-Toko mit weißem Tropfenflecken auf den Flügeln

Das Verbreitungsgebiet des sehr ähnlichen Decken-Tokos grenzt an das des Jackson-Tokos an und überlappt sich im Osten des Turkana-Sees. Der Decken-Toko ist geringfügig größer als der Jackson-Toko und die Männchen haben als auffälligstes Merkmal einen roten und gelben Schnabel. Den adulten Decken-Tokos fehlt außerdem die weiße Fleckenzeichnung auf den Flügeln, lediglich subadulte Individuen weisen diese auf, was lange dazu führte, dass der Jackson-Toko als eine Unterart des Decken-Tokos eingestuft wurden.
Andere Toko-Arten, die wie beispielsweise der gleich große Rotschnabeltoko ebenfalls im Verbreitungsgebiet des Jackson-Tokos vorkommen, haben ebenfalls weiße Abzeichen auf den Flügeln. Bei ihm ist jedoch der Schnabel rot. Vom Östlichen Gelbschnabeltoko unterscheidet er sich außerdem durch die Schnabelfarbe.
Der Kronentoko, der im Verbreitungsgebiet des Jackson-Tokos gleichfalls häufig ist, ist mit einer Körperlänge von 50 bis 54 Zentimeter deutlich größer und hat einen rußbraunen Kopf.

## Verbreitung und Lebensraum

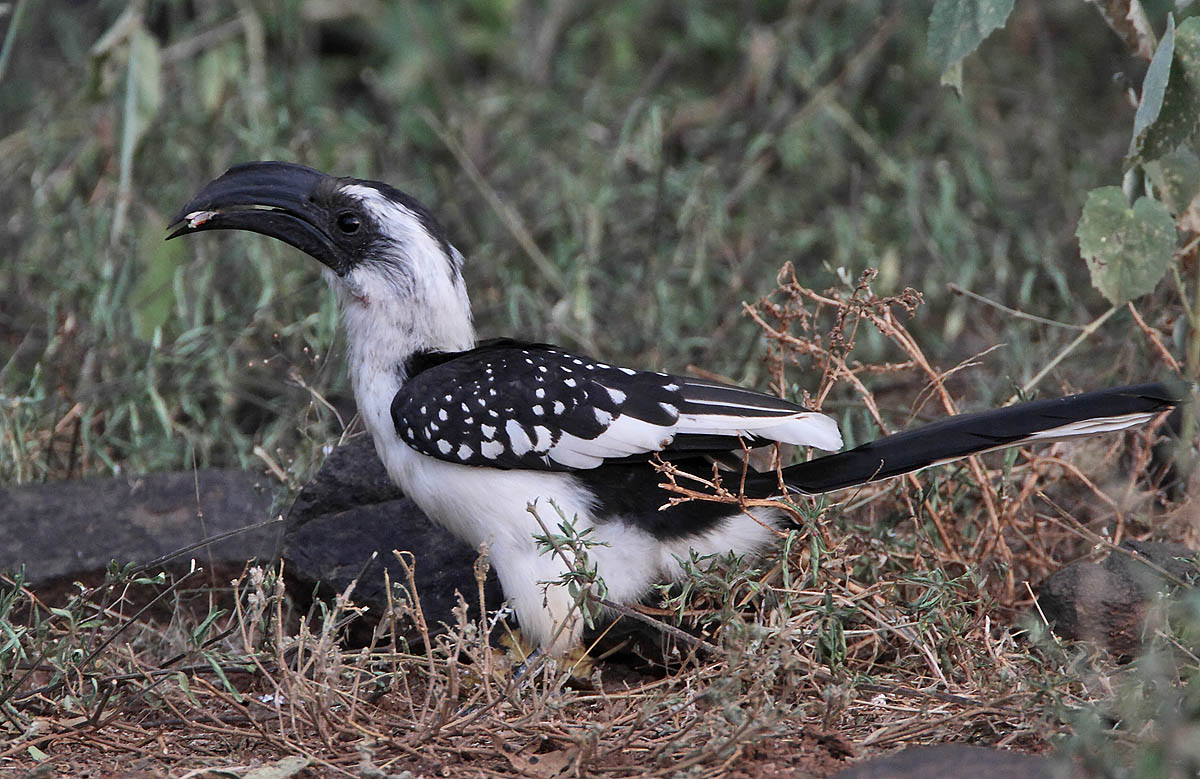
Weibchen des Jackson-Tokos

Das Verbreitungsgebiet des Jackson-Tokos ist der Nordosten Ugandas und der Nordosten Kenias.
Sein Lebensraum sind semiaride Savannen mit einem schütteren Bestand an Bäumen und Büschen. Zu den Prädatoren in seinem Lebensraum zählt der Weißbürzel-Singhabicht (Melierax poliopterus).

## Nahrung und Nahrungsweise
Die Nahrung des Jackson-Tokos besteht aus Insekten, Früchten und Samen, die sie gewöhnlich am Boden finden. Zu den Insekten, die er frisst, zählen insbesondere Heuschrecken, Gottesanbeterinnen, Käfer und ihre Larven, Grillen und Zikaden. Daneben spielen die Beeren der Pflanzengattungen Cissus und Commiphora eine Rolle in der Ernährung. Gelegentlich frisst er auch Schnecken, Mäuse, Nestlinge anderer Vogelarten, Eidechsen und Baumfrösche.

## Fortpflanzung
Der Nietzyklus des Jackson-Todkos hat eine Dauer von 80 bis 82 Tagen. Davon entfallen auf die Nestlingszeit der Jungvögel 47 bis 50 Tage. Die Brutzeit fällt in den Zeitraum Februar bis März. Verglichen mit anderen Arten der Tokos ist das Gelege des Jackson-Tokos mit zwei Eiern ungewöhnlich klein.
Jackson-Tokos brüten in Baumhöhlen und nutzen gelegentlich auch verlassene Bruthöhlen des Spechts für ihr Brutgeschäft. Typische Nistbäume sind Vachellia tortilis sowie Palmen. Dem verhältnismäßig kleinen Toko reicht bereits ein Höhleneingang mit einem Durchmesser von 5 Zentimeter. Er wird vom Weibchen zu Beginn der Brut von innen bis auf einen schmalen Spalt zugemauert. Sie durchläuft in der Bruthöhle die Mauser und wird während der Zeit, die sie in der Bruthöhle sitzt, vom Männchen mit Futter versorgt.
Der Legeabstand beträgt vermutlich zwei bis vier Tage. Die Nestlinge schlüpfen entsprechend diesem Legeabstand asynchron. Das Weibchen verlässt die Bruthöhle, wenn die Nestlinge etwa ein Lebensalter von 21 bis 28 Lebenstagen erreicht haben. Die Bruthöhle wird von den Nestlingen dann bis auf einen schmalen Spalt zugemauert. Beide Elternvögel beteiligen sich danach an der Fütterung der Nestlinge. Die Nestlinge verlassen das Nest etwa 22 bis 28 Tage, nachdem das Weibchen die Bruthöhle verlassen hat. Bei in Gefangenschaft gehaltenen Jackson-Tokos kam es zu Zweitgelegen unmittelbar nachdem die Nestlinge der ersten Brut flügge wurden.

## Haltung
Wie viele Toko-Arten werden auch Jackson-Tokos häufiger in Zoologischen Gärten gehalten. Ein bereits in Gefangenschaft gezüchteter Jackson-Toko erreichte dort ein Lebensalter von 11,9 Jahren.

## Dedikationsnamen
Der Jackson-Toko trägt seinen Namen zu Ehren von Frederick John Jackson (1859–1929), einem britischen Verwaltungsangestellten der Imperial British East Africa Company, späteren Kolonialbeamten, Entdecker und Naturwissenschaftler. Jackson erforschte bereits 1884 bis 1888 die ostafrikanische Küste im Gebiet des heutigen Kenias. Dem folgte im Auftrag der Imperial British East Africa Company 1889 eine gemeinsame Forschungsreise mit Arthur Henry Neumann in die Region zwischen Mombasa und dem Viktoriasee, die zu dem Zeitpunkt noch weitgehend unerschlossen war. Als Kolonialbeamter verwaltete er 1907 bis 1911 das britische East African Protectorate und von 1911 bis 1917 Uganda. Jackson war seit 1888 Mitglied der British Ornithologists’ Union und brachte von seinen Reisen zahlreiche Belegexemplare mit und veröffentlichte immer wieder in der ornithologischen Fachzeitschrift Ibis. Zum Zeitpunkt seines Todes arbeitete er an einem Werk über die Avifauna Ostafrikas.

## Einzelbelege
1. ↑  
Tockus jacksoni in der Roten Liste gefährdeter Arten der IUCN 2016. Eingestellt von: BirdLife International, 2016. Abgerufen am 3. Oktober 2017.
2. 1 2 3 4  Kemp: The Hornbills – Bucerotiformes. S. 143.
3. ↑   Pagel, Marcordes:  Exotische Weichfresser. S. 82.
4. ↑   Stimme des Decken-Tokos auf Xeno-Canto, aufgerufen am 6. Oktober 2016.
5. 1 2 3  Kemp: The Hornbills – Bucerotiformes. S. 142.
6. 1 2 3 4  Kemp: The Hornbills – Bucerotiformes. S. 144.
7. ↑  Bo Beolens, Michael Watkins: Whose Bird? Men and Women Commemorated in the Common Names of Birds. Christopher Helm, London 2003, ISBN 0-7136-6647-1, S. 205.